# Gli spietati (singolo)
Gli spietati è un singolo della band italiana Baustelle, contenuto nell'album I mistici dell'Occidente.

## Il brano
Questo singolo, che rispecchia il puro stile del gruppo, contiene riferimenti cinematografici, in quanto il titolo è un omonimo e noto film del 1992, diretto e interpretato da Clint Eastwood, riferimenti letterari e qualche citazione anche in termini musicali. Vi è infatti un richiamo ai Nomadi di Come potete giudicar e ai Rokes di Ma che colpa abbiamo noi nel riff della strofa ed un omaggio a Franco Battiato sul finale.

## Tracce
Download digitale
1. Gli spietati - 4:34

## Videoclip
Il videoclip del brano è stato girato a Roma e diretto da Daniele Persica. Hanno partecipato molti attori, artisti e amici del gruppo tra cui Carolina Crescentini, Vinicio Marchioni, Valentina Lodovini, Lara Martelli, Diane Fleri, Michael Schermi, Karin Foschetti, Natalino Fratarcangeli, Giulio Berruti, Gianluca Moro ed Ettore Bianconi.
In molti frangenti il video richiama alla figura di Andy Warhol, promotore principale della Pop art. Compaiono infatti lo stesso personaggio di Warhol, con una telecamera che riprende le azioni di altre persone (a omaggiare gli screen test di Warhol) e il celebre barattolo di zuppa rappresentato da Warhol che, anziché "Campbell's", porta la scritta "Baustelle".
Il video ottiene il "Premio Clip Music 2010 - categoria senior", un progetto speciale del Ravello Festival.